# Perfekt gráf
A gráfelméletben perfekt gráfnak nevezünk valamely gráfot, ha minden H feszített részgráfjának kromatikus száma és klikkszáma (a legnagyobb teljes részgráf csúcsainak száma) megegyezik:
A klikkszám minden gráf esetén alsó becslést ad a kromatikus számra, hiszen a színezés során a legnagyobb klikk csúcsai mind különböző színt kapnak, azaz ennyi színre biztosan szükség van a gráf kiszínezéséhez.
Azok a gráfok perfektek, amelyekre ez a becslés éles, nemcsak magában a gráfban, hanem minden feszített részgráfjában is.
Nem perfekt gráfok színezéséhez több színre is szükség lehet, mint a legnagyobb klikk mérete. Ilyenek a páratlan és legalább 5 hosszúságú körök, amelyek színezéséhez legalább 3 szín kell, de a legnagyobb klikk mérete csak 2.

## Történetük
A perfekt gráfok elmélete Gallai Tibor 1958-as eredményéből alakult ki. Gallai eredménye szerint minden páros gráf komplementere perfekt. Ez az eredmény egyenértékűnek tekinthető a Kőnig-tétellel, ami egy sokkal korábbi eredmény a párosításokkal és csúcsfedésekkel kapcsolatban páros gráfokban. A perfekt gráf kifejezés 1963-ban Claude Berge tanulmányában jelent meg először. Ebben a tanulmányban Berge definiálta a perfekt gráf fogalmát. Egyesítette Gallai eredményeit néhány hasonló eredménnyel és megfogalmazta a perfekt gráfok karakterizációjáról szóló sejtését, az erős perfektgráf-sejtést. 1972-ben Lovász Lászlónak sikerült bebizonyítania, hogy egy gráf akkor és csak akkor perfekt, ha komplementere perfekt.

## Perfekt gráfok
Egy G gráf perfekt, ha {\displaystyle \chi (G)=\omega (G)} (G gráf kromatikus száma megegyezik G klikkszámával) és ez G minden feszített részgráfjára is teljesül.
Feszített részgráf: kiválasztjuk egy gráf néhány csúcsát és minden olyan élét amely a kiválasztott csúcsok között fut, ekkor a kiválasztott pontokból és élekből álló gráf az eredeti gráf feszített részgráfja.

## Példák perfekt gráfokra
- fagráfok
- teljes gráfok
- páros gráfok, komplementereik (Kőnig Dénes) és élgráfjaik
- intervallumgráfok
- páros gráfok élgráfjai
- összehasonlítási gráfok
- merevkörű gráfok (minden 3-nál hosszabb körnek van húrja, tehát nincs feszített, 3-nál hosszabb kör)

### Speciális perfekt gráfok
- Herschel-gráf
- Franklin-gráf
- Heawood-gráf
- Möbius–Kantor-gráf
- Hoffman-gráf
- Pappus-gráf
- Folkman-gráf
- Desargues-gráf

## Intervallumgráf
Definíció: A gráfelméletben az intervallumgráf olyan gráf, aminek a pontjai megfeleltethetőek a valós számok egy-egy intervallumának, és két pontja között pontosan akkor van él, ha a megfelelő intervallumok metszete nem üres.
Tétel: Minden intervallumgráf perfekt.
Bizonyítás: Intervallumgráfoknak feszített részgráfjai is intervallumgráfok, tehát elég belátni, hogy minden intervallumgráfra {\displaystyle \chi (G)=\omega (G)}. Azt tudjuk, hogy {\displaystyle \chi (G)\geq \omega (G)} ezért elég belátni, hogy {\displaystyle \omega (G)\geq \chi (G)}. Legyen {\displaystyle \omega (G)=k}. Színezzük az intervallumokat bal végpontjuk szerint, balról jobbra, a legelső színnel, ami nem mond ellent a korábbi intervallumok színezésének (ez tehát a mohó algoritmus használata). Ha a {\displaystyle k+1}-edik színt kellene használnunk valamelyik intervallum színezéséhez, az azt jelentené, hogy ennek az intervallumnak q bal oldali végpontja benne van {\displaystyle k} másik intervallumban. Ez azt jelentené, hogy van a gráfban {\displaystyle k+1} méretű klikk, ami ellentmondás. (Hiszen {\displaystyle \omega (G)=k}, azaz a legnagyobb klikk mérete k).

## Páros gráfokkal kapcsolatos tételek
Tétel: Minden páros gráf perfekt.
Bizonyítás: Páros gráf minden feszített részgráfja szintén páros gráf. Ezért elég belátni, hogy minden G páros gráfra {\displaystyle \chi (G)=\omega (G)} ,ami igaz, mert egy páros gráf 2 színnel színezhető és nem tartalmaz háromszöget, tehát klikkszáma is 2.
Tétel: Minden G páros gráf  {\displaystyle {\overline {G}}}  komplementere perfekt.
Bizonyítás: Páros gráf komplementerének feszített részgráfja egy páros gráf komplementere. (Az eredeti páros gráf megfelelő feszített részgráfjának komplementere.) Elég belátni, hogy   {\displaystyle \chi ({\overline {G}})=\omega ({\overline {G}})}.  Mivel  {\displaystyle \chi ({\overline {G}})\geq \omega ({\overline {G}})}  minden gráfra teljesül, azt kell belátni, hogy   {\displaystyle {\overline {G}}}  kiszínezhető   {\displaystyle \omega ({\overline {G}})}  színnel.
Legyen X ∪ Y egy maximális méretű klikk  {\displaystyle {\overline {G}}}  -ben, X ⊆ A és Y ⊆ B. Ekkor X ∪ Y a G gráfban egy független ponthalmazt alkot.
Van G-ben olyan párosítás, ami A \ X minden pontjához egy Y -beli pontot párosít. Ha nincs, akkor a Hall-tétel szerint létezik egy olyan Z ⊆ A \ X ponthalmaz az (A \ X) ∪ Y által feszített páros gráfban, amelyre |N(Z)| < |Z|. Ekkor (X ∪ Z) ∪ (Y \ N(Z)) egy X ∪ Y -nál nagyobb klikk  {\displaystyle {\overline {G}}}  -ben (üres G-ben).
Hasonlóan, G -ben van párosítás, ami B \ Y -t X -be párosítja. Ezáltal  {\displaystyle {\overline {G}}}  -ben minden (A \ X) ∪ (B \ Y)-beli ponthoz rendeltünk egy vele nem szomszédos X ∪ Y-beli pontot.
X ∪ Y pontjait kiszínezzük {\displaystyle \omega (G)} színnel, minden további pontot kiszínezhetünk úgy, hogy az előbb definiált párjának színét adjuk neki. Ez jó színezés, hiszen minden szín legfeljebb két ponton fordul elő, és ezek biztosan nem szomszédos pontok.

## Perfektgráf-tételek

### Perfektgráf-tétel
Tétel: Egy gráf akkor és csak akkor perfekt, ha a komplementere perfekt.
Eredetileg ez volt a (gyenge) perfektgráf-sejtés (Fulkerson, 1971). Lovász László látta be 1972-ben.

Később Lovász igazolta, hogy egy G gráf pontosan akkor perfekt, ha minden H feszített részgráfjára igaz 
Mivel ez a feltétel szimmetrikus G-re és G komplementerére, az eredmény azonnal adja a perfektgráf-tételt.

### Erős perfektgráf-tétel
Mely gráfok nem perfektek? Nem perfekt egy legalább öt hosszú páratlan kör, hiszen ebben a maximális klikk mérete 2, viszont kromatikus száma 3. Az előbbi tétel szerint a legalább öt hosszú páratlan körök komplementerei sem perfektek. Ennek megfordítása több évtizedig nyitott volt.
Tétel: Egy G gráf akkor és csak akkor perfekt, ha sem G, sem  {\displaystyle {\overline {G}}}  nem tartalmaz feszített részgráfként legalább öt hosszú páratlan kört.

Ezt már Berge megsejtette 1960-61-ben, akkor erős perfektgráf-sejtés néven lett ismert.
Nem sokkal ezután Chudnovsky, Cornuéjols, Liu, Seymour és Vušković polinomiális algoritmust talált annak eldöntésére, hogy egy adott gráf perfekt-e.

## Javasolt könyvek, cikkek, linkek

### Könyvek
- Golumbic, Martin Charles. Algorithmic Graph Theory and Perfect Graphs. Academic Press (1980). ISBN 0-444-51530-5 Second edition, Annals of Discrete Mathematics 57, Elsevier, 2004.

- László, Lovász. Combinatorial Problems and Exercises. Akadémiai Kiadó (1979)

- Katona Gyula Y, Recski András, Szabó Csaba. A számítástudomány alapjai. Typotex Kiadó (2001). ISBN 963-9326-68-2

### Cikkek
- Berge, Claude (1963). „Perfect graphs”. Six Papers on Graph Theory: 1–21, Calcutta: Indian Statistical Institute.
- Chudnovsky, Maria; Robertson, Neil; Seymour, Paul; Thomas, Robin (2006). „The strong perfect graph theorem”. Annals of Mathematics 164 (1), 51–229. o.
- Gallai, Tibor (1958). „Maximum-minimum Sätze über Graphen”. Acta Math. Acad. Sci. Hungar. 9, 395–434. o. DOI:10.1007/BF02020271.
- Lovász, László (1972). „Normal hypergraphs and the perfect graph conjecture”. Discrete Mathematics (journal) 2, 253–267. o. DOI:10.1016/0012-365X(72)90006-4.